# Princesse Peach
Pour les articles homonymes, voir Peach.
 (mars 2019).
Si vous disposez d'ouvrages ou d'articles de référence ou si vous connaissez des sites web de qualité traitant du thème abordé ici, merci de compléter l'article en donnant les références utiles à sa vérifiabilité et en les liant à la section « Notes et références ».
La princesse Peach (ピーチ姫, Pîchi hime), également appelée simplement Peach, est un personnage de la franchise Mario de Nintendo.
Créée à l'origine par Shigeru Miyamoto, Peach est la princesse du Royaume Champignon, qui est constamment attaquée par Bowser. Personnage principal féminin, son rôle varie entre celui d'héroïne et de demoiselle en détresse que Mario doit sauver au sein de la série.
Depuis ses débuts en 1985, Peach est apparue dans plus de jeux que n'importe quel personnage féminin dans l'histoire du jeu vidéo.

## Concept et création

### Design

Emblème de Peach, utilisé dans de nombreux jeux pour la représenter.

C'est Shigeru Miyamoto qui réalise les premiers designs de la princesse Peach.
Ces premières versions de Peach n'apparaîtront finalement pas dans les jeux vidéo. Cependant, deux versions seront utilisées au Japon. L'une sur l'illustration de la boite japonaise du jeu Super Mario Bros. en 1985, premier jeu où apparaît la princesse Peach. Elle y est représentée avec une robe à manches longues, gants longs, des cheveux blonds-rouges et une couronne de couleur unie. Une autre version de la princesse Peach est visible dans le guide de stratégie japonais How to Win at Super Mario Bros., Peach a un design plus proche de Toad avec un chapeau champignon en guise de coiffure, une tiare au lieu d'une couronne, et une robe rappelant celle d'Aurore, la princesse de La Belle au Bois dormant réalisé par les studios Disney[source insuffisante].
Insatisfait de son design, Miyamoto demande à un autre dessinateur, Yōichi Kotabe, de redessiner Peach sous ses instructions. Il lui demande de lui faire des « yeux de chat ». Elle doit aussi avoir l'air « têtue mais mignonne ».
Kotabe la redessine avec une peau claire, des cheveux blonds, des yeux bleus, une robe rose, de longs gants blancs et une petite couronne dorée avec des pierres colorées. Ce design sera globalement conservé au fil des différents jeux vidéo. Son emblème est d'ailleurs sa couronne sur fond rose.
Lorsque sort Super Mario Bros. en 1985, les limitations graphiques de la NES obligent à modifier quelque peu le sprite de la princesse. Elle est représentée avec des cheveux roux foncés, couleur qui sera conservée pour les animés. De la même manière, sa robe passe de rose dans les artworks à blanche dans le jeu vidéo. Elle retrouve sa couleur de cheveux blonde dans Super Mario World en 1990 avec la Super Nintendo. Sa robe retrouve sa couleur rose à partir de Super Mario Bros. 2 sorti en 1988 sur NES et 1991 sur Super Nintendo.

### Rôle
Peach est au départ conçue comme un personnage secondaire et un PNJ. En effet, dans le premier jeu où elle apparaît, Super Mario Bros. en 1985, elle constitue l'objectif du jeu. Peach a été capturée par Bowser et Mario doit aller la libérer. Cependant, le jeu suggère que Peach n'est pas impotente puisque c'est la seule personne capable de briser le maléfice qui pèse sur le Royaume Champignon. Elle devient de plus en plus jouable dans de nombreux jeux vidéo au point d'être le personnage féminin qui est apparu le plus dans le monde du jeu vidéo. La princesse Peach sera pour la première fois au centre de sa propre histoire en tant qu’héroïne et unique personnage principal dans Super Princess Peach en 2005 puis dans un deuxième jeu vidéo, Princess Peach: Showtime! accompagnée de Stella et avec ses propres transformations uniques en 2024. Son rôle de demoiselle en détresse finit peu à peu par s'estomper au fil du temps grâce aux nombreux jeux où Peach devient jouable, notamment en tant qu'héroïne comme dans Super Mario 3D World en 2013 ou encore dans Super Mario Wonder en 2023.

### Nom
Au Japon, elle est prénommée Princesse Peach (ピーチ姫 Pīchi-hime), du mot anglais peach désignant une pêche.

Pour la version américaine, elle est renommée Princess Toadstool (Ce nom désigne en anglais un champignon vénéneux). En effet, lors de la traduction du jeu en anglais, Nintendo America a changé la majorité des noms japonais des personnages du jeu (ce sont ces traductions qui seront conservées ou adaptées pour les différentes traductions européennes). Ils trouvaient notamment que la princesse du royaume Champignon devrait avoir un nom plus en rapport avec son royaume, d'où le choix de Princess Toadstool (Princesse Champignon) au lieu de Princess Peach (Princesse Pêche). Cependant, dans un épisode de la série de dessins animés américaine des années 1980, la princesse fait référence à elle-même une fois en tant que Princesse P. probablement en clin d'œil à son nom original.
Dans la version française, la princesse s'appellera Princesse Champignon jusqu'à Yoshi's Safari (1993) et Super Mario 64 (1996).
En 1993, le nom Princess Peach est repris pour la première fois en dehors du Japon dans le manuel du Yoshi's Safari. Mais le nom ne marque pas les joueurs européens jusqu'à ce qu'il soit réutilisé dans Super Mario 64 (1996), lorsque Peach signe son invitation à Mario dans l’introduction du jeu. En version française, le nom conservé à partir de 1996 sera Princesse Peach.

## Apparence

### Adulte
Depuis sa première apparition dans Super Mario Bros. en 1985, Peach a toujours été représentée comme une jeune fille blonde dans les artworks officiels du jeu vidéo. Cependant, en raison des limitations graphiques du matériel NES, son sprite à l'écran l'affichait comme étant rousse avec une robe blanche. Le physique de Peach a peu changé depuis ses débuts. Elle a toujours été une jeune fille à la peau claire avec un teint rosé. Elle a un visage fin et ovale accompagné de grands yeux bleus avec six cils et de fins sourcils blonds. Ses cheveux sont longs et blonds, elle porte une frange en forme de v et deux mèches de cheveux lui encadrent le visage. Elle est mince avec une silhouette de sablier. Elle est plus grande que la majorité des personnages, notamment humanoïdes (seuls Harmonie, Pauline, et Waluigi sont plus grands qu'elle). À noter que dans Super Mario Bros. sur NES, elle est plus petite que Super Mario/Super Luigi (la forme géante de Mario/Luigi quand ils mangent un champignon). Ainsi, elle doit se tenir sur la pointe des pieds pour les embrasser.
Outre son physique, son design n'était pas totalement le même qu'aujourd'hui. De Super Mario Bros. (1985) à Mario Kart: Super Circuit (2001) ainsi que dans Paper Mario : La Porte millénaire (2004), Peach porte une longue robe de couleur rose. La ceinture et le bas de sa robe sont de la même couleur mais plus foncés. Sa robe rose est ornée de manches bouffantes et d'un col haut. Ses chaussures sont des talons hauts roses. Elle porte deux boucles d'oreilles bleues et une broche en saphir de la même couleur sur sa poitrine. Sa couronne en or est montée de quatre pierres précieuses : deux rubis et deux saphirs.
Son design est finalisé dans Mario Party 4 (2002). Peach porte désormais une longue robe rose ornée de manches bouffantes, un col haut, des paniers à la taille de couleur rose foncé, le bas de sa robe est d'ailleurs bordé de la même couleur. La robe avec des paniers et le bas de robe bordé de rose foncé arrive avec Super Mario Sunshine (2002) bien que dans ce jeu, le reste de sa robe aborde une couleur rose pâle. Dans certains jeux, elle porte un jupon blanc sous sa robe. Sa robe est plus détaillée dans la série Super Smash Bros. mais elle reste globalement la même. Elle conserve la même couronne qui est légèrement plus détaillée, ainsi que ses chaussures à talons qui sont plus proches du magenta mais restent tout de même rose. Peach est toujours en train de porter un rose à lèvre qui orne le milieu de ses lèvres. Elle ne le met pas complètement. Il lui arrive parfois de porter une queue-de-cheval comme dans Super Mario Sunshine (2002). Mais c'est plutôt dans les jeux de sports. En fonction du jeu, Peach peut avoir une apparence qui peut varier. Mais c'est surtout sa tenue qui peut changer.
Dans Super Smash Bros., Peach a des dimensions plus réalistes. Elle est notamment plus grande, a une tête plus petite et des fesses plus rebondies. Sa taille est affinée et sa poitrine légèrement plus grande. Sa couleur de peau aborde une teinte proche de celle d'une pêche. Cela fait écho à l'expression anglaise « to have a peach fuzz » (en français : « avoir une peau de pêche », une peau très lisse).

### Bébé
L'apparence de la version bébé de la princesse Peach est très similaire à celle de la Peach adulte. Bébé Peach apparaît pour la première fois dans Mario et Luigi : Les Frères du temps où elle se fera sauver des griffes de Bébé Bowser par Bébé Mario et Bébé Luigi. Par la suite, elle réapparaît dans plusieurs jeux en tant que personnage jouable, tels que Yoshi's Island DS, Mario Kart Wii, Mario Super Sluggers, Mario Tennis Open, Mario Kart 8 et Mario Kart 8 Deluxe. Les yeux de Bébé Peach sont grands et bleus et elle a de petites rougeurs roses sur les joues. Sa couronne qui peut glisser est sur le côté à cause de sa petite tête. Elle a les cheveux blonds et ses sourcils de la même couleur. Cependant, sa taille est beaucoup plus petite que celle de Peach. Elle a aussi une robe semblable à celle de Peach mais avec un bas froncé. Dans la plupart des jeux, elle porte des sous-vêtements rose pâle, ainsi que des bas et des chaussures blancs sur les jambes et les pieds. Grâce à sa jupe et à sa mobilité, sa culotte est facilement visible, ainsi que la fin et le début de sa cuisse. Cependant, dans certains cas, ses jambes sont nues et elle porte un justaucorps. Elle suce également une sucette rose vif.

### Peach d'or rose
Il s'agit de Peach en version dorée et de couleur rose brillant. Peach d'or rose est basée sur le même principe que Mario de métal. Elle apparaît pour la toute première fois dans Mario Kart 8 en tant que personnage lourd à débloquer. Par la suite, elle réapparaît en tant que personnage jouable dans Mario Sports Superstars, Mario Kart 8 Deluxe et Mario Kart Tour.

### Cartoons
Dans les dessins animés de DIC Entertainment, le Super Show Super Mario Bros.!, Les aventures de Super Mario Bros. 3 et de Super Mario World, Peach apparaît régulièrement. Elle a les cheveux rouxt au lieu de sa couleur blonde habituelle, son apparence étant directement issue de l'image-objet NES de Super Mario Bros..

### Tenues

#### Habituelle
Peach porte une longue robe rose ornée de manches bouffantes, un col haut, des paniers à la taille de couleur rose foncée, le bas de sa robe est bordé de la même couleur. Elle porte un jupon blanc sous sa robe. Elle porte deux boucles oreilles bleues et une broche en saphir de la même couleur sur sa poitrine. Sa couronne en or est ornées de quatre pierres précieuses : deux rubis et deux saphirs. Ses chaussures sont des talons roses tirant sur le magenta. Pour la coiffure, ses cheveux sont longs et blonds, elle porte une frange en qui descend un peu plus au milieu, comme un v, en plus des deux mèches de cheveux entourent son visage. Peach est maquillée. Elle porte un rose à lèvres qui orne le milieu de ses lèvres. Il n'est pas mis complètement. Sa même tenue dans la série Super Smash Bros. est plus détaillée mais ne change pas hormis sa bague incrustée d'un saphir qui apparaît à sa main gauche.

#### Sportives
Dans les jeux de sports, notamment avec des épreuves comme le basket-ball ou le baseball, la princesse opte pour un débardeur de couleur rose avec un short de la même couleur qui a des poches blanches, ainsi que des baskets rose avec des chaussettes blanches. Elle garde sa broche et ses boucles d'oreilles et porte une queue-de-cheval avec une attache bleue et garde sa couronne. Cette tenue apparait notamment dans Mario Super Sluggers. Elle peut toutefois porter une robe dans certains jeux notamment de golf ou de tennis, comme dans la série Mario Tennis. Celle-ci sera alors rose avec une bande plus foncée en bas. Elle est également plus courte que sa robe habituelle et lui arrive au-dessus de ses genoux. Peach porte des baskets roses et des chaussettes blanches. Sa broche et ses boucles d'oreilles sont toujours présentent avec sa couronne et elle porte une queue-de-cheval avec laquelle une attache bleue est utilisée. Quand Peach se trouve dans une épreuve basée sur le patinage, comme le patinage artistique dans la série Mario et Sonic aux Jeux Olympiques, elle porte une robe de la même taille que celle dans la série Mario Tennis. Mais sa tenue n'est pas exactement la même. Peach portera en dessous de sa robe un habit rose foncé qui a des bandes blanches en bas. Par-dessus, elle aura une robe rose plus claire avec un ourlet blanc en bas. Sa robe est plus épaisse par ailleurs. Elle a des gants blancs et conserve ses bijoux, à savoir sa broche et ses boucles d'oreilles bleues et sa couronne. Elle porte une queue-de-cheval également avec une attache bleue. Si la demoiselle est confrontée à une épreuve artistique telle que la gymnastique rythmique ou si elle se retrouve dans une épreuve de natation, Peach met simplement un justaucorps rose avec deux bandes plus foncées au niveau des côtés. Pour l'épreuve de natation, elle met un maillot de bain qui a le même design. Peach reprendra alors sa broche bleue, ses boucles d'oreilles, sa couronne, et portera une queue-de-cheval avec une attache bleue. À noter que dans ces épreuves, Peach est pieds nus. Ces épreuves sont particulièrement présentent dans la série Mario et Sonic aux Jeux Olympiques. Avec la série Mario Kart, Peach porte sa robe rose habituelle et une queue-de cheval-avec une attache bleue. Si elle prend une moto au lieu d'une voiture, elle portera une combinaison blanche avec des rayures rose claire. Elle a également un foulard rose autour de son cou avec des bottes et des gants de la même couleur. Elle conserve sa couronne avec sa broche bleue et ses boucles d'oreilles. Dans tous les jeux de sports, Peach est par ailleurs maquillée avec son rose à lèvre. Peach porte très souvent une queue-de-cheval dans les jeux de sports.

#### Super Mario Odyssey
Peach porte sa robe de mariage iconique dans le jeu. Elle est blanche, épurée et brillante. Ses gants, ses paniers et le haut de sa robe sont de la même couleur. Le reste de sa robe est plus clair et plus brillant. Elle porte un voile de mariée ornée d'une tiare argentée où est incrusté un rubis, une queue-de-cheval et ses boucles d'oreilles bleues. Sa broche est présente mais en tant que pendentif maintenu par un collier ras du cou blanc. Dans Super Paper Mario, sa robe sera très épurée, blanche, avec des gants de la même couleur. Un ourlet au bas de sa robe est légèrement plus foncé. Tout comme ses paniers qui auront la même couleur que l'ourlet. Peach porte sa couronne, sa broche bleue, ainsi que ses boucles d'oreilles. Un voile est attaché à sa tête avec une queue-de-cheval en dessous. Dans la série Super Smash Bros., Peach possède une robe blanche qui rappelle celle d'une mariée. La forme de cette robe est exactement la même que celle que Peach porte d'habitude sans la même série, seule la couleur change et devient blanche. Elle portera alors sa couronne mais de couleur argentée, ses boucles d'oreilles bleues, sa broche, et une bague ornée d'un saphir. Ses cheveux seront détachés contrairement aux deux autres tenues.
Elle porte un caban gris et un béret noir au Pays des Chapeaux, au Pays des Neiges et au Pays de la Lune. Un costume d'explorateur au Pays des Chutes, au Pays de la Forêt et au Pays Perdu. Un chemisier blanc à manches courtes, une jupe rose jusqu'au genou et un foulard rose, chapeau d'été blanc à bordure rose et talons hauts gris dans le Pays des Sables, le Pays des Nuages, le Pays des Gratte-Ciel et le Pays des Ruines. Un bikini avec un paréo dans le Pays du Lac et le Pays de la Mer. Une chemise à col rose, une combinaison, des bottes roses et chapeau dans le Pays de la Cuisine. Un kimono avec un motif de fleurs de feu sur elle avec un masque Boo dans le Pays de Bowser. Bien qu'elle porte son habit traditionnel lorsqu'elle rencontre Mario au Royaume Champignon, si le joueur rentre et sort de son château, Peach portera une tenue différente à chaque rencontre.

## Âge
La princesse Peach de la série de dessins animés des années 1990 a officiellement 17 ans. Cependant, pour le jeu vidéo, aucun âge n'a jamais été officiellement indiqué. Peach possède sa propre page sur le site officiel de Forbes. Il est indiqué qu'elle est âgée de 23 ans. Mario et Peach doivent avoir le même âge puisqu'ils étaient bébés tous les deux dans Yoshi's Island DS. Miyamoto avait par ailleurs déclaré « à part le fait qu'il est âgé d'environ 24-25 ans, nous ne définissons rien de plus ». Peach doit avoir environ 24 ans.

## Personnalité
Peach est une jeune fille très gentille et toujours de bonne humeur. Peu importe la situation, qu'elle soit enlevée par Bowser ou qu'elle est en danger, elle est sûre que Mario la sauvera. Positive, elle est souvent dépeinte comme un personnage chaleureux et généreux, notamment dans sa biographie japonaise sur le site officiel de Nintendo, où il est écrit « Je suis toujours très gentille et j'espère que tout le monde sera heureux ». Agissant souvent de manière désintéressée, Peach est personnage qui prône la paix, dans le mode histoire du jeu Super Smash Bros. Brawl en offrant une tasse de thé à Sheik et Fox qui sont en train de se battre, ce qui les calmera. Elle n'est pas non plus rancunière et sait montrer de l'empathie et n'hésite pas à aider les autres, comme avec Mimic dans Super Paper Mario qui l'avait provoquée et attaquée auparavant. Peach sait également se battre et possède de puissants pouvoirs. Mais elle n'est pas agressive, même dans un combat. Elle effectue des gifles rapides, des coups de pied hauts et élégants, des coups dans les airs et d'autres techniques de combat qui restent raffinées, comme on le voit dans la série Super Smash Bros. mais également dans d'autres jeux. Dans Super Princess Peach, elle montre à Bowser qu'elle est capable de se défendre. La série Super Smash Bros. a tendance à la dépeindre comme une princesse ayant une attitude légèrement plus charmante, espiègle et confiante. Elle peut, par exemple, demander si elle a gagné un match sur un ton de fausse excitation (« Oh, did I win? ») raillant donc son adversaire, ou en commentant que leur match était amusant ("This is fun"). Ses poses lors de ses victoires montrent son assurance. Même si elle est généralement décrite comme étant gentille, intelligente, sociable et généreuse dans la plupart des jeux, le jeu Super Mario Strikers montre un côté un peu plus colérique de Peach, où celle-ci gronde ses coéquipiers et se met en colère. Un tempérament similaire peut être observé si le joueur ne retourne pas la nourriture à temps dans les versions modernes de Chef (1981), où Peach frappera son pied sur le sol en colère avant de grimacer. Il s'agit du jeu Game and Watch Gallery 2. Dans Game & Watch Gallery 4, elle crie de façon répétée et hurle même de frustration, ce qui fait que Yoshi va s’accroupir de peur. Dans le jeu Super Princess Peach, celle-ci se met facilement en colère. Toutefois, Peach n'est montrée furieuse que très peu de fois. Elle fait preuve de courage et est prête à se sacrifier dans la série de livres illustrés Super Mario Adventures afin de protéger son royaume. Elle participe également à plusieurs aventures impliquant Mario et n'hésite pas à le suivre comme dans Super Mario RPG. Dans Mario + The Lapins Crétins: Kingdom Battle, Peach se bat pour protéger son royaume et dans Dr. Mario World, elle n'hésite pas à défendre ses sujets contre une invasion.

## Pouvoir magiques
Peach possède de nombreux pouvoirs magiques. Dès sa première apparition, Peach est capable de manipuler la magie. Dans le jeu Super Mario Bros. en 1985, Mario doit la sauver car en plus d'être kidnappée, elle est la seule qui peut inverser un maléfice instauré par Bowser. C'est toutefois en avec Super Mario Bros. 2 que l'on peut véritablement apercevoir sa première capacité qui deviendra la plus connue, son saut flottant. Appelé également vol plané dans Super Smash Bros. Ultimate, Peach utilise ce saut dans de nombreux jeux, outre la série Super Smash Bros., qui lui permet de flotter en l'air quelques instants. Peach montre qu'elle est capable d'utiliser de nombreux sorts de soin, notamment dans Super Mario RPG, où celle-ci peut se soigner, soigner ses alliés et même les réanimer. Elle soigne ses alliés dans Mario + The Lapins Crétins: Kingdom Battle, également dans Paper Mario: Color Splash, où elle aide Mario avec sa magie. Bien qu'elle ne soit pas violente, Peach peut également utiliser la magie pour blesser ses adversaires. La plupart du temps, Peach utilise une magie qui s'accompagne de nombreux cœurs roses, notamment dans la série Super Smash Bros., où ses mouvements font apparaître des cœurs roses qui blessent ses opposants. Dans Super Mario RPG, elle est capable d'invoquer des bombes magiques pour attaquer, elle peut s'entourer de feu dans Super Princess Peach pour blesser ses ennemis et créer des secousses. Dans le même jeu, Peach peut se soigner et s'envoler grâce à la magie venant de ses émotions. Elle maitrise même la télékinésie dans Mario et Luigi: Voyage au Centre de Bowser. Outre ses capacités offensives, Peach peut bloquer la magie de ses adversaires dans Super Mario RPG ainsi que les endormir dans le même jeu. Dans Mario Sport Mix, Peach est capable de rendre ses adversaires masculins amoureux d'elle, les paralysant sur place.

## Occupations

### Éducation
La princesse Peach a été élevée par son précepteur Papy Champi qui est aussi son conseiller royal. Selon Forbes, Peach a étudié à Toad's Finishing School for Girls. Elle est allée au lycée dans le comic Warios Weihnachtsmärchen avec Mario et Wario. Dans le manuel du jeu Dr. Mario, Peach est une infirmière, elle assiste le Dr. Mario dans ses opérations. Pour exercer ce métier, il faut au moins avoir fait trois années d'études et, parfois, un concours est nécessaire à la fin de ces études. Dans le jeu Dr. Mario World, Peach est appelée Dr Peach, ce qui sous-entend qu'elle est médecin. Il faut environ 8 à 9 ans d'étude pour exercer ce métier.

### Métiers
Dans le manuel d'instructions d'origine du jeu Dr Mario, Peach est une infirmière qui aide Dr Mario. Elle est appelée Nurse Toadstool. Dans Dr. Mario World, Peach est appelée Dr Peach, suggérant qu'elle soit médecin. Peach est également un personnage sponsor dans la série Mario Kart. En tant que sponsor, cela signifie que chaque fois que Peach soutient une ou plusieurs courses, Peach le fait avec une entreprise. Dans le jeu Mario Kart 7, Peach sponsorise la course Patinoire Sorbet avec les entreprises Peach Battle et Peach Sweet Cake. Dans Mario Kart 8 Deluxe, Peach sponsorise également avec Princess Peach. Ces entreprises indiquent que Peach est une femme d'affaires et une entrepreneuse. Elle tient également une chaine de pâtisserie avec sa meilleure amie Daisy. Celle-ci est appelée Peach & Daisy Royal Patisserie et plusieurs boutiques peuvent être observées dans le jeu Mario Kart 8 Deluxe, faisant d'elle une pâtissière. Bien que Peach possède déjà une entreprise sous le nom de Peach Sweet Cake dans Mario Kart 7. En dirigeant son royaume, Peach une politicienne puisque sa fonction est d'être une princesse et de diriger son royaume. Elle organisera, par exemple, une réunion d'urgence dans le jeu Mario & Luigi : Voyage au centre de Bowser afin d'éradiquer une maladie touchant son royaume. Elle peut également jouer le rôle d'ambassadrice ou de diplomate quand elle se déplace hors de son royaume, comme dans Paper Mario: Color Splash.

## Souveraineté

### Statut
Depuis sa première apparition dans Super Mario Bros., Peach est une demoiselle de sang royal. Elle est la princesse du Royaume Champignon. Mais son rang est resté assez ambigu. En effet, sa biographie sur le site américain Play Nintendo mentionne que Peach règne sur le Royaume Champignon. Or, Si Peach dirige un royaume, elle n'est donc pas une princesse mais une reine. Mais Peach pourrait plutôt être une impératrice au lieu d'être une reine. Elle possède un autre Royaume. Dans le jeu Mario Super Sluggers, Peach fait construire une île appelée Baseball Kingdom, le Royaume du Baseball en français. Elle est la propriétaire de l'île. Peach règne en tant que souveraine sur ce royaume. Ce faisant, si Peach est la souveraine de deux royaumes, elle dirige par définition un empire. Elle partage également un troisième royaume avec sa meilleure amie Daisy dans le jeu Mario Kart 8 Deluxe. Le Sweet Sweet Kingdom qui a été traduit par Île aux délices en France.

## Fortune
La fortune de Peach est révélée grâce au magazine Forbes. Sa page indique que Peach est milliardaire et possède plus précisément 1,3 milliard de dollars. Plusieurs éléments nous montrent à quel point Peach est riche. Sa page sur le site de Forbes révèle également que la princesse « owns over 600 outfits in the same pink color » (« possède plus de 600 vêtements de la même couleur rose »). Dans le jeu Super Mario Sunshine, Peach possède un jet privé rose qu'elle utilise pour aller en vacances sur l'île Delfino. Son château dans lequel elle réside témoigne de sa fortune, il est, par ailleurs, souvent attaqué par Bowser et finit par être reconstruit à plusieurs reprises. Dans Mario Super Sluggers, elle fait construire sa propre île afin de pouvoir jouer au baseball avec ses amis. L'île est notamment composée d'un grand parc, d'une ville, d'un stade et d'un château. Dans la série Mario Kart, Peach fait partie des personnages sponsors. Elle sponsorise sous différents noms comme Peach Grand Prix dans Mario Kart Wii, ou encore Princess Peach dans Mario Kart 8 Deluxe. Dans le même jeu, elle possède une chaine de pâtisserie avec Daisy appelée Peach & Daisy Royal Patisserie. 

## Relations

### Famille
Bien que Peach ait une famille qui a déjà été évoquée par le passé, ces données ne sont pas récentes. Le jeu Yoshi's Island DS nous apprend que Peach, tout comme certains de ses amis, est orpheline. Il s'agit de la seule source la plus vraisemblable, officielle et récente sur une éventuelle famille que pourrait avoir Peach.
Le jeu nous apprend que Peach est un de ces enfants appelés Stars Children, nommés dans la version française les Enfants étoilés. Ces enfants possèdent une étoile dans leur cœur. Comme le dit Kamek dans le jeu, « une quantité extraordinaire de pouvoir » se trouve dans chacun de ses enfants. Bowser voyage dans le temps pour voler les étoiles à ces enfants et s'emparer de l'univers. Bien que la plupart ne seront plus des enfants étoilés, 7 d'entre eux le resteront. Peach, Mario, Luigi, Yoshi, Wario, Donkey Kong et Bowser sont et resteront des enfants étoilés. Cela veut dire qu'ils seront très puissants plus tard. Ces enfants sont, en revanche, nés d'une manière inconnue. En effet, ils sont tous orphelins, apportés par des cigognes. Peach est bébé dans ce jeu. Comme Mario et Luigi, elle vit avec quelqu'un qui semble l'avoir adoptée. Il s'agit de Papy Champi qui n'est pas son grand-père mais veille sur elle en tant que précepteur. Il n'y a aucune trace d'un éventuel parent. Cette constatation se retrouve dans le jeu Mario & Luigi Partners In Time où Papy Champi est vu plus jeune, élevant bébé Peach. Cela signifie que Peach ne possède pas de parents biologiques. Comme ses 6 autres amis, elle est orpheline.
Le roi Champignon et la reine Champignon étaient les seuls membres confirmés de sa famille dans les jeux vidéo mais très peu d'informations avaient été révélées sur eux.
- Le roi Champignon : Dans la série de bandes dessinées américaines publiées entre 1990 et 1991, Nintendo Comics System[13], le roi Champignon est dépeint comme embarrassant Peach avec ses bêtises mais elle sait qu'il n'a que des bonnes intentions et elle l'aime tendrement.
- La reine Champignon : Elle est mentionnée une fois dans la BD Nintendo Comics System par la Princesse Peach. En effet, cette dernière explique qu'elle a acquis de sa mère le tic de dire tout le temps le mot bummer (Qu'on peut traduire par La poisse ou Mince ou encore Zut). La reine est aussi mentionnée dans un guide de 1987 The Official Nintendo Player's Guide[14]. Bien que non mentionnée dans le texte, elle est aussi visible dans le guide How to Win at Super Mario Bros. (1987) sur l'illustration en compagnie du roi Champignon[15].
- Super Mario Momotarō (スーパーマリオ ももたろう) est le premier de la série animée Amada: Super Mario Bros.. Basé sur le conte de fées japonais Momotarō (littéralement, « Peach Boy »), il est sorti uniquement au Japon. L'histoire se passe sur une île flottante dans l’espace, Ojīsan et Obāsan, deux personnes âgées du groupe Hammer Bros., qui vivent dans un bonheur paisible avec leur fille bien-aimée, la princesse Peach.
- Grand-mère Champignon : Elle apparaît uniquement dans la série de dessins animés des années The Super Mario Bros. Super Show! dans l'épisode Little Red Riding Princess.

### Amis

#### Mario
Peach et Mario se sont toujours très bien entendus et se connaissent depuis qu'ils sont enfants. Ils ont vécu leurs premières aventures ensembles dès leurs naissances, comme on peut le voir dans Yoshi's Island Ds, ou encore Mario et Luigi : Les Frères du temps. Dans la bande dessinée Warios Weihnachtsmärchen, publiée dans le magazine allemand Club Nintendo, on remarque qu'ils sont tous les deux allés à un bal de fin d'année de lycée, sous-entendant qu'ils sont tous deux allés dans le même établissement. Toutefois, Peach et Mario entretiennent une relation mystérieuse et ambiguë. À l'âge adulte, Peach et Mario passent beaucoup de temps ensemble et s'apprécient beaucoup, ils vivent d'ailleurs plusieurs aventures ensemble et veillent l'un sur l'autre. Mais il n'est jamais clairement dit s'ils sont de très bons amis ou un couple d'amoureux, bien qu'ils partagent des sentiments l'un envers l'autre. De nombreux jeux soutiennent l'idée que les deux personnages partagent des sentiments réciproques, quand Peach est sauvée par Mario, elle le remercie d'un baiser sur la joue et Mario se met à rougir ou à être surpris, puis éclate de joie. Dans Mario Power Tennis, Peach envoie un baiser vers Mario lors de la remise de son trophée, celui-ci s'envole avec des cœurs dans les yeux, témoignant son affection. Dans la même scène, il lui dit qu'il aime. Dans Super Mario Odyssey, Mario demande en mariage Peach après l'avoir sauvée. L'arbook officiel du jeu vidéo montre également une illustration où Peach et Mario se marient. Dans le jeu Super Smash Bros. Ultimate, si le joueur complète le mode classique avec Peach, il obtiendra une illustration représentant Mario et Peach en train de se marier.

#### Daisy
Peach et Daisy sont considérées comme des meilleures amies depuis Mario Tennis sur la Nintendo 64. Partenaires dans de nombreux jeux, elles forment notamment un duo dans Mario Kart: Double Dash!!. Dans le jeu Super Mario. Mario Super Sluggers, Peach explique qu'elle se soucie beaucoup du bien-être de Daisy. Le site Web de Mario Power Tennis indiquait que Peach et Daisy sont de très bonnes amies. Dans Mario Kart 8 Deluxe, Peach et Daisy possèdent leur propre chaine de pâtisserie appelée Peach & Daisy Royal Patisserie. Elles sont parfois rivales comme dans les jeux Strikers, bien que cela ne reste qu'amical. Les guides officiels Prima des jeux Mario Kart: Double Dash !! et Mario Kart Wii disent qu'elles sont cousines, toutefois, aucun élément connu ne permet de confirmer cette information. Par ailleurs, Peach étant orpheline, il pourrait s'agir d'une erreur même si rien ne prouve le contraire de cette affirmation.

#### Luigi
Luigi est dépeint comme étant un ami proche de Peach. Ils sont ensemble dans plusieurs jeux d'aventures, prennent une tasse de thé et discutent dans le jeu New Super Mario Bros. Wii U Deluxe et partent ensemble en vacances dans le jeu Luigi's Mansion 3. Toutefois, il est possible que Luigi ait des sentiments à l'égard de Peach. Quand Luigi sauve Peach, celle-ci l'embrasse sur la joue comme elle le fait avec Mario et Luigi réagit de la même manière, il peut rougir ou être surpris et manifester de la joie peu après, attestant des sentiments amoureux. Dans Super Mario Bros.: The Lost Levels, Peach embrasse Luigi qui rougit avec des cœurs dans les yeux. Dans Mario Power Tennis, quand Peach reçoit son trophée, elle envoie un baiser en direction de Mario, où se trouve Luigi au même moment à ses côtés. Luigi s'envole avec des cœurs dans les yeux. Luigi est également rouge quand Peach l'embrassera à nouveau dans Mario & Luigi Paper Jam. Aujourd'hui, les jeux où sont représentés Peach et Luigi n'indique plus aucune relation ambiguë. Luigi est amoureux de Daisy et ne témoigne plus de sentiments amoureux pour Peach.

#### Toad
Toad est le protecteur et serviteur loyal de la Princesse Peach. Il l'adore et tente de la protéger de Bowser quand celui-ci essaye de la kidnapper. Peach et Toad s'entendent très bien et partage une bonne entente dans de nombreux jeux, dont les jeux de sports. Dans la série de jeux Super Smash Bros., Peach tient Toad devant elle pour se protéger et depuis Super Smash Bros. Ultimate, Toad se met devant Peach et son adversaire pour l'empêcher d'être blessée.

#### Toadette
Peach et Toadette sont de bonnes amies. Dans le jeu New Super Mario Bros. Wii U Deluxe, Toadette prend le thé avec Peach et discute avec elle. Quand Bowser envahit le château et emprisonne Peach, Toadette s'élance à la poursuite de Bowser et de ses sbires avec Mario et ses amis afin de la sauver.

### Peuple
La Princesse Peach est largement respectée et adulée dans son royaume, ainsi qu'au-delà. Ses sujets l'adorent et lui sont fidèles. Dans divers jeux, certains citoyens collectent même des objets lui concernant. On observe alors de nombreux portraits du personnage dans le jeu Mario et Luigi: Voyage au centre de Bowser, qui sont situés dans les maisons de ses sujets. Dans le jeu Paper Mario, un personnage vent des photos de la Princesse Peach. Dans Paper Mario: La porte millénaire, un Koopa Troopa possède divers images, photos et même une gravure. Dans le jeu Super Mario Odyssey, il est révélé que le vitrail représentant Peach au-dessus des portes de son château a été construit par ses sujets pour combler le vide qu'ils ressentent quand Peach est absente.

### Ennemis

#### Bowser
Bowser est considéré comme étant l'antagoniste dans la plupart des jeux de la franchise Mario. Il a plusieurs fois envahi le Royaume Champignon et kidnappé Peach, à la fois par soif de pouvoir et par désir de contrôler le monde, mais aussi parce qu'il est amoureux de la Princesse Peach. Jaloux et possessif, il souhaite être aimé de la princesse. Dans Paper Mario, Peach tombe sur le journal intime de Bowser qui déclare avoir des sentiments pour elle. Lors de sa remise de trophée dans Mario Power Tennis, il souhaite recevoir un baiser de Peach sur la joue. Il dit à son fils, dans Super Mario Sunshine, que Peach est sa mère et que celle-ci est retenue en otage par Mario. Dans Super Mario Odyssey, Bowser kidnappe Peach pour essayer de l'épouser, bien que cela soit en vain. Toutefois, Peach ne déteste pas Bowser, dans le même jeu, elle sourit quand celui-ci lui fait sa demande en mariage avec des fleurs. Ils se sont également alliés dans plusieurs jeux pour vaincre des ennemis communs, notamment dans Super Mario RPG. Chaque fois qu'il l'enlève, il ne la blesse pas intentionnellement et s'il est confronté à elle, il ne fait pas usage d'attaques mortelles.
Mais dans l'adaptation Super Mario Bros. le film (2023), Bowser y est beaucoup plus maléfique. Contrairement aux jeux, son amour pour Peach est faux car il tente de la tuer dès qu'elle le rejette. Après sa défaite, il supplie Peach de lui donner une seconde chance mais cette dernière ne se laisse pas berner par sa lâcheté et le réduit donc avec un mini-champignon.

#### Bowser Jr.
Bowser Jr. est un antagoniste récurrent dans plusieurs jeux et veut, comme son père, kidnapper Peach. Bien qu'il puisse être considéré comme un ennemi, il n'y a pas d'animosité entre les deux personnages. Dans la bande-annonce du service Nintendo Switch Online, Peach et Bowser Jr. jouent ensemble à un jeu vidéo. Pensant qu'elle était sa mère dans Super Mario Sunshine, il continue de l'appeler mama dans Mario Superstar Baseball, même s'il sait que Peach n'est pas sa véritable mère, témoignant son affection pour elle. Dans le jeu Super Smash Bros. Ultimate, Bowser Jr. possède comme tous les autres personnages son propre set d'adversaires dans le mode classique. Dans la version anglaise, son set est appelé : Mama Peach, Where Are You?. ce qui signifie Mama Peach, où es-tu ?, montrant que Bowser Jr. continue de considérer Peach comme sa mère.

## Réception
GameDaily dépeint Peach comme étant « une femme idéale ». IGN note le personnage et lui donne 8/10. Le New York Times décrit Peach comme étant « athlétique, intelligente, forte et adorable » ainsi que « postféministe ». Le site Kotaku déclare que Peach était « meilleur personnage dans Super Mario Bros.2 », tandis que le site Times classe Peach parmi « Les 15 personnages de jeu vidéo les plus influents de tous les temps ». Le site Twininfinite décrit que Peach a Modèle:Cittaion. UGO classe Peach 9e personnage dans son top des 11 filles du jeu vidéo expliquant qu'elle a une « personnalité pétillante » et ferait « la petite-amie idéale ». GameDaily classe Peach dans son top des 50 plus belles filles, déclarant que Peach n'est pas en détresse. Elle apparait dans le top des 25 protagonistes féminines les plus sexy sur le site Manolith à la première position. WatchMojo classe Peach en première position dans son Top 10 des demoiselles en détresse de jeu vidéo.
Peach est en revanche critiquée par plusieurs médias. Le New York Times critique le traitement du personnage dans le jeu Super Mario Run, pointant du doigt que Peach ne devient jouable qu'après avoir été sauvée faisant que « les femmes dans le jeu sont comme des trophées ». Le Times décrit Peach comme étant Modèle:Cittaion dont les dialogues Modèle:Cittaion. Elle apparait dans le classement d'Electronic Gaming Monthly des 10 politiciens de jeu vidéo, où elle est dépeinte comme n'ayant « aucun pouvoir politique ». IGN classe Peach comme « l'un des personnages les plus bizarres à cause de ses enlèvements »[source insuffisante].
La Princesse Peach reçoit un avis très favorable du public. Dans un vote conduit par l''Official Nintendo Magazine, Peach est élu deuxième meilleur personnage féminin sur 10. Sur le site officiel du Ranker, elle a été classée par vote dans plusieurs catégories, elle a notamment été élue par vote : le troisième meilleur personnage sur 22 sur Wii U, le douzième meilleur personnage sur NES sur 31, le dix-septième meilleur personnage féminin sur 241. le dix-huitième meilleur personnage Super Mario de tous les temps sur 26 et est la vingt-et-unième meilleure princesse fictive sur 70.

## Fête
Nintendo célèbre la princesse Peach le samedi 4 août.
Aux États-Unis, la fête de la princesse Peach se déroule le 24 août, date de la journée nationale de la tarte aux pêches.
Le mois officiel de la Princesse Peach est le mois d'août,, tel que décrété par Nintendo.

## Voix et doublage

### Animés
Dans sa première apparition dans l'anime japonais Super Mario Bros.: Peach-Hime Kyushutsu Dai Sakusen! en 1986 Peach a été doublée par la chanteuse pop Mami Yamase. En 1989, elle apparaît dans la trilogie d'OVA sortie directement en cassette vidéo au Japon appelée Amada Anime Série : Super Mario Bros. ; elle est doublée par Miyako Endo. Les dessins animés de The Super Mario Bros. Super Show! de DIC Entertainment, Peach a été doublée par Jeannie Elias. Dans les aventures de Super Mario Bros. 3 et les dessins animés de Super Mario World, elle a été doublée par Tracey Moore.
En français, dans The Super Mario Bros. Super Show!, Peach est doublée par Stéphanie Murat.
Dans les deux séries de dessins animés, Super Mario Bros. 3 et Super Mario World, Peach est doublée par Tracey Moore dans la version américaine originale et Isabelle Volpé dans la version française.

### Jeux vidéo
Dans le jeu vidéo Hotel Mario sorti en 1994 sur Philipps CD-i, Peach est doublée par Jocelyn Benford en anglais.
À partir de 1997, avec Super Mario 64, le doublage de la princesse Peach est le même pour les versions américaines et européennes. Si besoin est, seuls les textes écrits sont traduits.
Dans Super Mario 64 sorti en 1997, et sa réédition Super Mario 64 DS sorti sur Nintendo DS en 2005, ainsi que dans Mario Kart 64 en 1997, Peach est doublée par Leslie Swan, qui n'était autre qu'une des personnes chargées de l'adaptation en anglais du jeu Super Mario 64 dans les années 1990.
Dans toutes les autres rééditions du jeu Mario Kart 64, ainsi que dans Mario Party et Mario Party 2, Peach est doublée par Asako Kōzuki.
De 2000 à 2005, Peach est uniquement doublée par Jen Taylor.
À partir de 2005, Nintendo décide de faire doubler Peach par de nouvelles voix. Elle sera ainsi doublée par Nicole Mills dans Mario Smash Football, Mario et Luigi : Les Frères du temps, et New Super Mario Bros. entre 2005 et 2006. Jen Taylor double de nouveau Peach en 2006 dans Mario Slam Basketball. En 2007, c'est Leslie Swan, sa voix de 1997, qui revient la doubler dans Super Paper Mario.
Entre Mario Strikers Charged Football en 2007 et Mario et Luigi : L'Épopée fraternelle en 2024, Peach fut doublée par Samantha Kelly.
De temps en temps, la voix de Jen Taylor est utilisée pour doubler Peach. Comme dans Mario et Sonic aux Jeux olympiques. Cependant, dans ce jeu, la majorité du doublage de Peach vient en fait de clips audio recyclés d'anciens jeux Mario. On peut aussi entendre la voix de Jen Taylor en doublage de Peach dans Super Smash Bros. Brawl avec le micro intégré à la manette de Wii.
Bébé Peach, la forme bébé de la Princesse Peach, est doublée par Nicole Mills dans Mario et Luigi : Les Frères du temps et Yoshi's Island DS (2006). De Mario Kart Wii (2008) à Mario Kart 8 (2014), bébé Peach est doublée par Samantha Kelly. Mais à partir de Mario Kart World (2025), bébé Peach est doublée par Courtney Lin.
À partir de 2025, Peach est doublée par Courtney Lin dans Mario Kart World.

## Apparitions

### Séries et films d'animation
- Super Mario Bros.: Peach-Hime Kyushutsu Dai Sakusen! (1986) : rôle de la princesse en détresse et fiancée d'un prince (Haru). Mami Yamase interprète la voix de Peach.
- Amada Anime Série : Super Mario Bros. (1989) : rôle de la princesse en détresse (Momotarō), de la princesse riche qui redonne la taille à Mario (Issun-bōshi) et de la princesse (Blanche-Neige). Miyako Endo interprète la voix de Peach.
- Super Mario Bros. (1989) : son rôle diffère selon les épisodes et séries (très remplacée par Yoshi dans la dernière série). Stéphanie Murat et sa voix de remplacement Virginie Ledieu interprète la voix de Peach pour la saison 1, et Isabelle Volpé pour les 2 saisons suivantes (voix originales anglaises : Jeannie Elias pour la saison 1 et Tracey Moore pour les 2 autres saisons).
- Anya Taylor-Joy dans Super Mario Bros. le film (2023) d'Aaron Horvath et Michael Jelenic. Contrairement aux jeux, elle y est plus courageuse et plus héroïque.

### Jeux vidéo
| 1985 | Super Mario Bros.                                                   | Non jouable | Nintendo Entertainment System                  |
| 1986 | Super Mario Bros.: The Lost Levels                                  | Non jouable | Nintendo Entertainment System                  |
| 1988 | Super Mario Bros. 2                                                 | Jouable     | Nintendo Entertainment System                  |
| 1988 | Super Mario Bros. 3                                                 | Non jouable | Nintendo Entertainment System                  |
| 1990 | Super Mario World                                                   | Non jouable | Super Nintendo Entertainment System            |
| 1991 | NES Open Tournament Golf                                            | Non jouable | Nintendo Entertainment System                  |
| 1992 | Super Mario Kart                                                    | Jouable     | Super Nintendo Entertainment System            |
| 1992 | Yoshi's Cookie                                                      | Jouable     | Super Nintendo Entertainment System & Game Boy |
| 1993 | Yoshi's Safari                                                      | Non jouable | Super Nintendo Entertainment System            |
| 1993 | Mario & Wario                                                       | Jouable     | Super Nintendo Entertainment System            |
| 1994 | Hotel Mario                                                         | Non jouable | Philips CD-i                                   |
| 1995 | Mario's Tennis                                                      | Jouable     | Virtual Boy                                    |
| 1995 | Mario Clash                                                         | Caméo       | Virtual Boy                                    |
| 1996 | Super Mario RPG: Legend of the Seven Stars                          | Jouable     | Super Nintendo Entertainment System            |
| 1996 | Super Mario 64                                                      | Non jouable | Nintendo 64                                    |
| 1996 | Mario Kart 64                                                       | Jouable     | Nintendo 64                                    |
| 1997 | Game and Watch Gallery                                              | Non jouable | Game Boy                                       |
| 1997 | Game and Watch Gallery 2                                            | Non jouable | Game Boy & Game Boy Color                      |
| 1998 | Mario Party                                                         | Jouable     | Nintendo 64                                    |
| 1999 | Game and Watch Gallery 3                                            | Non jouable | Game Boy Color                                 |
| 1999 | Mario Golf                                                          | Jouable     | Nintendo 64                                    |
| 1999 | Mario Party 2                                                       | Jouable     | Nintendo 64                                    |
| 2000 | Mario Tennis                                                        | Jouable     | Nintendo 64                                    |
| 2000 | Paper Mario                                                         | Jouable     | Nintendo 64                                    |
| 2000 | Mario Tennis                                                        | Jouable     | Game Boy Color                                 |
| 2000 | Mario Party 3                                                       | Jouable     | Nintendo 64                                    |
| 2001 | Mario Kart: Super Circuit                                           | Jouable     | Game Boy Advance                               |
| 2001 | Super Smash Bros. Melee                                             | Jouable     | Nintendo GameCube                              |
| 2002 | Super Mario Sunshine                                                | Non jouable | Nintendo GameCube                              |
| 2002 | Mario Party 4                                                       | Jouable     | Nintendo GameCube                              |
| 2002 | Game and Watch Gallery 4                                            | Jouable     | Game Boy Advance                               |
| 2003 | Nintendo Puzzle Collection                                          | Jouable     | Nintendo GameCube                              |
| 2003 | Mario Golf: Toadstool Tour                                          | Jouable     | Nintendo GameCube                              |
| 2003 | Mario Kart: Double Dash!!                                           | Jouable     | Nintendo GameCube                              |
| 2003 | Mario Party 5                                                       | Jouable     | Nintendo GameCube                              |
| 2003 | Mario & Luigi: Superstar Saga                                       | Non jouable | Game Boy Advance                               |
| 2004 | Mario Golf: Advance Tour                                            | Jouable     | Game Boy Advance                               |
| 2004 | Paper Mario: The Thousand-Year Door                                 | Jouable     | Nintendo GameCube                              |
| 2004 | Mario Pinball Land                                                  | Non jouable | Game Boy Advance                               |
| 2004 | Mario Power Tennis                                                  | Jouable     | Nintendo GameCube                              |
| 2004 | Mario Party 6                                                       | Jouable     | Nintendo GameCube                              |
| 2004 | Super Mario 64 DS                                                   | Non jouable | Nintendo DS                                    |
| 2005 | Mario Party Advance                                                 | Jouable     | Game Boy Advance                               |
| 2005 | Yakuman DS                                                          | Jouable     | Nintendo DS                                    |
| 2005 | Mario Superstar Baseball                                            | Jouable     | Nintendo GameCube                              |
| 2005 | Mario Kart Arcade GP                                                | Jouable     | Arcade                                         |
| 2005 | Super Princess Peach                                                | Jouable     | Nintendo DS                                    |
| 2005 | Mario Party 7                                                       | Jouable     | Nintendo GameCube                              |
| 2005 | Mario Kart DS                                                       | Jouable     | Nintendo DS                                    |
| 2005 | Super Mario Strikers                                                | Jouable     | Nintendo GameCube                              |
| 2005 | Mario et Luigi: Les Frères du temps                                 | Non jouable | Nintendo DS                                    |
| 2006 | New Super Mario Bros.                                               | Non jouable | Nintendo DS                                    |
| 2006 | Mario Hoops 3-on-3                                                  | Jouable     | Nintendo DS                                    |
| 2007 | Mario Kart Arcade GP 2                                              | Jouable     | Arcade                                         |
| 2007 | Super Paper Mario                                                   | Jouable     | Wii                                            |
| 2007 | Mario Strikers Charged                                              | Jouable     | Wii                                            |
| 2007 | Mario Party 8                                                       | Jouable     | Wii                                            |
| 2007 | Itadaki Street DS                                                   | Jouable     | Nintendo DS                                    |
| 2007 | Super Mario Galaxy                                                  | Non jouable | Wii                                            |
| 2007 | Mario et Sonic aux Jeux Olympiques                                  | Jouable     | Wii, Nintendo DS                               |
| 2007 | Mario Party DS                                                      | Jouable     | Nintendo DS                                    |
| 2008 | Super Smash Bros. Brawl                                             | Jouable     | Wii                                            |
| 2008 | Mario Kart Wii                                                      | Jouable     | Wii                                            |
| 2008 | Mario Super Sluggers                                                | Jouable     | Wii                                            |
| 2009 | Mario et Luigi: Voyage au centre de Bowser                          | Non jouable | Nintendo DS                                    |
| 2009 | Mario et Sonic aux Jeux Olympiques d'hiver                          | Jouable     | Wii, Nintendo DS                               |
| 2009 | New Super Mario Bros. Wii                                           | Non jouable | Wii                                            |
| 2010 | Super Mario Galaxy 2                                                | Non jouable | Wii                                            |
| 2010 | Mario Sports Mix                                                    | Jouable     | Wii                                            |
| 2011 | Super Mario 3D Land                                                 | Non jouable | Nintendo 3DS                                   |
| 2011 | Mario et Sonic aux Jeux Olympiques de Londres 2012                  | Jouable     | Wii, Nintendo 3DS                              |
| 2011 | Fortune Street                                                      | Jouable     | Wii                                            |
| 2011 | Mario Kart 7                                                        | Jouable     | Nintendo 3DS                                   |
| 2012 | Mario Party 9                                                       | Jouable     | Wii                                            |
| 2012 | Mario Tennis Open                                                   | Jouable     | Nintendo 3DS                                   |
| 2012 | New Super Mario Bros. 2                                             | Non jouable | Nintendo 3DS                                   |
| 2012 | Paper Mario: Sticker Star                                           | Non jouable | Nintendo 3DS                                   |
| 2012 | New Super Mario Bros. U                                             | Non jouable | Wii U                                          |
| 2013 | New Super Luigi U                                                   | Non jouable | Wii U                                          |
| 2013 | Mario et Luigi: Dream Team                                          | Non jouable | Nintendo 3DS                                   |
| 2013 | Mario Kart Arcade GP DX                                             | Jouable     | Arcade                                         |
| 2013 | Mario et Sonic aux Jeux Olympiques de Sochi 2014                    | Jouable     | Wii U                                          |
| 2013 | Super Mario 3D World                                                | Jouable     | Wii U                                          |
| 2013 | Mario Party: Island Tour                                            | Jouable     | Nintendo 3DS                                   |
| 2014 | Mario Golf: World Tour                                              | Jouable     | Nintendo 3DS                                   |
| 2014 | Mario Kart 8                                                        | Jouable     | Wii U                                          |
| 2014 | Super Smash Bros. for Wii U/3DS                                     | Jouable     | Wii U, 3DS                                     |
| 2015 | Mario Party 10                                                      | Jouable     | Wii U                                          |
| 2015 | Puzzle & Dragons: Super Mario Bros. Edition                         | Jouable     | Nintendo 3DS                                   |
| 2015 | Super Mario Maker                                                   | Non jouable | Wii U                                          |
| 2015 | Mario Tennis: Ultra Smash                                           | Jouable     | Wii U                                          |
| 2015 | Mario et Luigi: Paper Jam                                           | Non jouable | Nintendo 3DS                                   |
| 2016 | Mario et Sonic aux Jeux Olympiques de Rio 2016                      | Jouable     | Nintendo 3DS, Wii U                            |
| 2016 | Paper Mario: Color Splash                                           | Non jouable | Wii U                                          |
| 2016 | Mario Party: Star Rush                                              | Jouable     | Nintendo 3DS                                   |
| 2016 | Super Mario Run                                                     | Jouable     | iOS et Android                                 |
| 2017 | Mario Sports Superstars                                             | Jouable     | Nintendo 3DS                                   |
| 2017 | Mario Kart 8 Deluxe                                                 | Jouable     | Nintendo Switch                                |
| 2017 | Mario + The Lapins Crétins: Kingdom Battle                          | Jouable     | Nintendo Switch                                |
| 2017 | Mario et Luigi: Superstar Saga + Bowser's Minions                   | Non jouable | Nintendo 3DS                                   |
| 2017 | Super Mario Odyssey                                                 | Non jouable | Nintendo Switch                                |
| 2017 | Mario Party: The Top 100                                            | Jouable     | Nintendo 3DS                                   |
| 2018 | Mario Tennis Aces                                                   | Jouable     | Nintendo Switch                                |
| 2018 | Super Mario Party                                                   | Jouable     | Nintendo Switch                                |
| 2018 | Super Smash Bros. Ultimate                                          | Jouable     | Nintendo Switch                                |
| 2018 | Mario et Luigi: Voyage au centre de Bowser + l'épopée de Bowser. Jr | Non jouable | Nintendo 3DS                                   |
| 2019 | New Super Mario Bros. U Deluxe                                      | Non jouable | Nintendo Switch                                |
| 2019 | Super Mario Maker 2                                                 | Non jouable | Nintendo Switch                                |
| 2019 | Dr. Mario World                                                     | Jouable     | iOS et Android                                 |
| 2019 | Mario Kart Tour                                                     | Jouable     | iOS et Android                                 |
| 2019 | Luigi's Mansion 3                                                   | Non jouable | Nintendo Switch                                |
| 2019 | Mario et Sonic aux Jeux olympiques de Tokyo 2020                    | Jouable     | Nintendo Switch                                |
| 2020 | Paper Mario: The Origami King                                       | Non jouable | Nintendo Switch                                |
| 2020 | Super Mario 3D All Stars                                            | Non jouable | Nintendo Switch                                |
| 2021 | Super Mario 3D World + Bowser's Fury                                | Jouable     | Nintendo Switch                                |
| 2021 | Mario Golf: Super Rush                                              | Jouable     | Nintendo Switch                                |
| 2021 | Mario Party Superstars                                              | Jouable     | Nintendo Switch                                |
| 2022 | Mario Strikers: Battle League                                       | Jouable     | Nintendo Switch                                |
| 2022 | Mario + The Lapins Crétins: Sparks of Hope                          | Jouable     | Nintendo Switch                                |
| 2023 | Super Mario Bros. Wonder                                            | Jouable     | Nintendo Switch                                |
| 2023 | Super Mario RPG                                                     | Jouable     | Nintendo Switch                                |
| 2024 | Princess Peach: Showtime!                                           | Jouable     | Nintendo Switch                                |
| 2024 | Paper Mario : La Porte millénaire                                   | Non jouable | Nintendo Switch                                |
| 2024 | Super Mario Party Jamboree                                          | Jouable     | Nintendo Switch                                |
| 2024 | Mario et Luigi : L'Épopée fraternelle                               | Non jouable | Nintendo Switch                                |
| 2025 | Mario Kart World                                                    | Jouable     | Nintendo Switch 2                              |